# Tahla
Tahla, o Tahala è una città del Marocco, nella provincia di Taza, nella regione di Fès-Meknès.
La città è anche conosciuta come Tāhlah, Tahala, El Ayba Tahalla.